# Мокра кожа
„Мокра кожа” је југословенски и хрватски ТВ филм из 1966. године. Режирао га је Марио Фанели а сценарио је написао Иво Штивичић.

## Улоге
| Глумац            | Улога        |
| ----------------- | ------------ |
| Иво Сердар        | Турјан Врсти |
| Јован Личина      | Мићун        |
| Фабијан Шоваговић | Аћим         |
| Реља Башић        |              |
| Златко Црнковић   |              |
| Иво Фици          |              |
| Хелена Буљан      |              |

Остале улоге  ▼
| Глумац             | Улога  |
| ------------------ | ------ |
| Круно Валентић     | Алекса |
| Звонимир Чрнко     |        |
| Вјенцеслав Капурал |        |
| Драган Јанковић    |        |